# Poppenhof (Kronach)
Poppenhof ist ein Gemeindeteil der Kreisstadt Kronach im Landkreis Kronach (Oberfranken, Bayern).

## Geographie
Die Einöde befindet sich auf einer Anhöhe, die im Nordosten ins Tal des Dobersgrundbachs und im Osten ins Tal der Haßlach abfällt. 0,2 km östlich gibt es einen Laubbaum, der als Naturdenkmal geschützt ist. Ein Anliegerweg führt nach Ziegelerden (0,3 km südlich) bzw. zu einer Gemeindeverbindungsstraße (0,4 km nordöstlich).

## Geschichte
Gegen Ende des 18. Jahrhunderts gab es in Poppenhof 2 Anwesen. Das Hochgericht übte das bambergische Centamt Kronach aus. Die Stadt Kronach war Grundherr der beiden Halbhöfe. Ursprünglicher Grundherr war das Rittergut Haßlach.
Mit dem Gemeindeedikt wurde Poppenhof dem 1808 gebildeten Steuerdistrikt Neuses und der 1818 gebildeten Ruralgemeinde Seelach zugewiesen. Am 1. Mai 1978 wurde Poppenhof im Zuge der Gebietsreform in Bayern in Kronach eingegliedert.

## Name
Orte mit diesem Namen gehen in der Regel auf einen Mann namens Poppo oder Boppo zurück. Das war ein häufiger germanischer Vorname. Im mittelhochdeutschen Genitiv Singular verwandelt sich der Name in Poppen- (des Poppos). 

### Baudenkmal
- Jagdgrenzstein

### Einwohnerentwicklung
| Jahr      | 001818 | 001861 | 001871 | 001885 | 001900 | 001925 | 001950 | 001961 | 001970 | 001987 |
| Einwohner | 4      | 16     | 17     | 16     | 18     | 9      | 6      | 5      | 36     | 3      |
| Häuser    | 1      |        |        | 3      | 2      | 2      | 1      | 1      |        | 1      |
| Quelle    | [ 5 ]  | [ 7 ]  | [ 8 ]  | [ 9 ]  | [ 10 ] | [ 11 ] | [ 12 ] | [ 13 ] | [ 14 ] | [ 1 ]  |

## Religion
Der Ort ist römisch-katholisch geprägt und nach Kronach gepfarrt.